# Picrocrocine
Picrocrocine is een chemische verbinding die voorkomt in saffraan. Het is een glucoside van safranal. De stof heeft een bittere smaak; de smaak van saffraan wordt vooral bepaald door de picrocrocine erin.
Saffraan, en meer bepaald safranal, picrocrocine en crocine die erin voorkomen, blijken (bij in-vitroproeven) in staat om de groei van kankercellen te remmen.